# Yugoslavia en los Juegos Olímpicos de Chamonix 1924
Yugoslavia estuvo representada en los Juegos Olímpicos de Chamonix 1924 por un total de 4 deportistas que compitieron en esquí de fondo.  
El portador de la bandera en la ceremonia de apertura fue el esquiador Dušan Zinaja. El equipo olímpico yugoslavo no obtuvo ninguna medalla en estos Juegos.